# Kontroversen um die Bibel
Kontroversen um die Bibel gibt es seit der Antike. Fundamentale Kritik an der Glaubwürdigkeit biblischer Aussagen haben schon im 2. Jahrhundert n. Chr. der Platoniker Kelsos und im 3. Jahrhundert der Neuplatoniker Porphyrios geübt, worauf Kirchenväter mit eingehenden Erwiderungen reagierten. Im Mittelalter kam die Kritik vorwiegend von islamischer Seite und wurde in der christlichen Welt kaum beachtet. Erst in der Neuzeit begannen die Auseinandersetzungen zwischen Kritikern und Verteidigern, den Apologeten der Bibel, auf breiter Front (siehe dazu den Hauptartikel Geschichte der modernen Bibelkritik).
Kritiker der Bibel wenden sich heute teilweise weniger gegen die Bibeltexte als solche als vielmehr gegen Interpretation und Gebrauch, der innerhalb des Christentums von diesen Texten gemacht wird. Strittig ist etwa die These, die Bibel sei „von Gott inspiriert“ (2. Timotheus 3,16 ; 2. Petrus 1,21 ), sie habe „Gott zum Urheber“. Viele Christen nehmen das nach wie vor für die Bibel in Anspruch, wie beispielsweise im Katechismus der Katholischen Kirche, Nr. 136. Kritiker dagegen weisen diesen Anspruch zurück. Insofern erscheint Kritik an der Bibel als Teil der Kirchenkritik oder Religionskritik.
Um etwa die Verbalinspiration zu widerlegen, bringen die Kritiker Argumente gegen die Glaubwürdigkeit bestimmter Tatsachenbehauptungen in den biblischen Büchern vor: Sie weisen auf Ergebnisse naturwissenschaftlicher oder historischer Forschung hin und gelegentlich auf echte oder scheinbare Widersprüche der Aussagen. Aufgrund dieser Argumente ziehen einige nicht nur die Inspiriertheit, sondern Glaubwürdigkeit und Wert der Texte als Ganzes in Zweifel. Kritik gibt es außerdem an zahlreichen ethischen Vorstellungen, etwa hinsichtlich der Anwendung von Gewalt.

## Konflikte mit wissenschaftlichen Erkenntnissen
Die Entwicklung der Wissenschaften, so wie wir sie heute kennen, ist geprägt von Konflikten mit religiösen Autoritäten. In vielen Fällen ging und geht es dabei nicht direkt um den Inhalt der Bibel, sondern um die religiöse Doktrin und um die Abgrenzung der Zuständigkeiten bei der Beantwortung existenzieller Fragen. Die Bibel spielt in diesem Konflikt allerdings immer wieder eine wichtige Rolle, und zwar umso mehr als sich die streitenden Parteien in der Argumentation auf sie beziehen.

### Methodik der Wahrheitsfindung
„Was ist Wahrheit?“ fragt schon in der Bibel Pontius Pilatus beim Verhör Jesu (Joh 18,38 ). An dieser Frage entzündet sich oftmals der Konflikt zwischen Wissenschaft und Religion. Traditionell beruht der Wahrheitsbegriff bei den Buchreligionen auf göttlicher Offenbarung. Die heiligen Schriften als wichtigstes Zeugnis dieser Offenbarung enthalten demnach diese Wahrheit, die man durch das Schriftstudium finde. Der Wahrheitsbegriff der Wissenschaft beruht dagegen auf der Übereinstimmung zwischen Vorhersagen, die sich aus Theorien ergeben, und deren experimenteller Überprüfung. Siehe dazu auch Wissenschaftstheorie. Manche lösen den daraus entstehenden Konflikt dadurch, dass sie von mehreren parallelen Wahrheiten ausgehen, die alle ihre Berechtigung haben sollen. Diese beiden verschiedenen Auffassungen von Wahrheit bzw. Wahrheitsfindung kamen und kommen dann miteinander in Konflikt, wenn sie unterschiedliche Aussagen über das gleiche Thema machen. Dieser Fall trat und tritt immer wieder ein. Bekannte historische Beispiele für diesen Konflikt sind:
- Die Kosmologie, speziell die Ablösung des geozentrischen Weltbildes in der Tradition des Claudius Ptolemäus durch das heliozentrische Weltbild, das von Kopernikus, Galileo Galilei und weiteren Wissenschaftlern propagiert wurde.
- Die Evolution bzw. die Lehre von der Entstehung der Arten.
- Die Geologie bzw. die Lehre von der Entstehung der Erde.
- Die Anatomie, speziell die Auseinandersetzung um die Zulässigkeit des Sezierens von Leichen.
- Die Geschichte, speziell die vergleichende Geschichte, und die mit ihr zusammenhängende Archäologie.

Zu allen diesen Themen macht auch die Bibel Aussagen, die allerdings nicht nur wörtlich, sondern auch übertragen bzw. mythologisch ausgelegt werden können. Von dieser Auslegung hängt es ab, inwieweit sich Konflikte zu den Wissenschaften ergeben. Es ergeben sich daraus nicht nur Konflikte mit den Wissenschaften, sondern auch mit anderen Religionen und Konfessionen.
Es gab und gibt zahlreiche Versuche, nicht zuletzt auch von religiös gesinnten Wissenschaftlern und von wissenschaftlich gebildeten Theologen, diese Konflikte aufzulösen und ein fruchtbares Nebeneinander von Wissenschaft und Religion zu erreichen. Da die Konflikte andauern (beispielsweise um Kreationismus und Intelligent Design in den Vereinigten Staaten), kann man nicht von einem vollen Erfolg dieser Bemühungen sprechen. Sie tragen jedoch zu einem verbesserten Verständnis der beiden Seiten bei.

## Themen der Kritik

### Zuverlässigkeit, Autorität und Authentizität der Bibel

#### Historische Zuverlässigkeit
Teile des Alten Testaments sind viele hundert Jahre nach den ursprünglichen Ereignissen oder ersten mündlichen und schriftlichen Überlieferungen in ihre endgültige Fassung gebracht worden.
Die Evangelien des Neuen Testaments und die Apostelgeschichte des Lukas sind etwa 30 bis 70 Jahre nach dem Tod des Jesus von Nazaret in ihre heutige Form gebracht worden. Dies schließt nicht aus, dass es schon früh neben einzelnen Briefen auch Sammlungen von Aussprüchen Jesu, wie etwa die hypothetische Logienquelle Q, oder einen Passionsbericht in schriftlicher Form gegeben haben könnte.
In den Kontroversen um die historische Korrektheit biblischer Aussagen geht es insbesondere um folgende Argumente von Kritikern:
- Manche Erzählungen im Alten Testament seien Mythen ohne Zusammenhang mit der historischen Wirklichkeit.
- Auch die Darstellung tatsächlicher Ereignisse sei im Verlauf langer mündlicher Überlieferung vor der schriftlichen Aufzeichnung durch Mythenbildung verfälscht worden.
- Viele biblische Texte seien von der Persönlichkeit des jeweiligen Autors und seinen individuellen weltanschaulichen und theologischen Ansichten geprägt.[3]
- Viele Schriften der Bibel seien über große zeitliche Abstände hinweg von unterschiedlichen Autoren bearbeitet und ergänzt worden, zum Teil weit nach den jeweils beschriebenen Ereignissen. Daher könnten sie nur sehr eingeschränkt als tragfähige historische Berichte gewertet werden.
- Es ließen sich Widersprüche zwischen historischen Aussagen der Bibel feststellen, zum Beispiel die widersprüchlichen Angaben zu den Vorfahren Jesu.
- Es gebe nicht wissenschaftlich bestätigte und nachweislich falsche historische Aussagen in der Bibel.

#### Autorschaft
Für Anhänger der Verbalinspiration ist die Frage nach den menschlichen Verfassern der einzelnen Bücher der Bibel von vergleichsweise geringer Bedeutung, da sie ohnehin nur als Werkzeug Gottes fungierten. Wenn in einem Buch der Verfasser ausdrücklich genannt ist, dann wird die Richtigkeit dieser Angabe in aller Regel auch nicht bezweifelt, denn es wird meist ausgeschlossen, dass Gott selbst eine Vortäuschung falscher Tatsachen bezweckt haben könnte.
Für kritische Theologen und Bibelkritiker im Allgemeinen steht allerdings die Autorschaft vieler Bücher in Frage. So wird beispielsweise weithin bezweifelt, dass Paulus der Autor der Pastoralbriefe ist. Da sich der Verfasser in den Briefen selbst als Paulus von Tarsus ausgibt (1 Tim 1,1 , 2 Tim 1,1 , Tit 1,1 ), würde dies auf eine Täuschung hinauslaufen. Daraus ergibt sich das Problem der Pseudepigraphie, also einer Falschzuschreibung, und ihrer Bewertung.
Einige Bibelkritiker sprechen deshalb von Betrug und sprechen der Bibel die Autorität ab. Andererseits gibt es Anzeichen, dass solche Täuschungen für fromme Zwecke als legitim betrachtet wurden (pia fraus oder frommer Betrug). Diese Einstellung findet man bei späteren Kirchenvätern wie zum Beispiel bei Origenes. Inwiefern dem zugestimmt werden kann, ist bis heute, auch unter christlichen Autoren, umstritten. Zum einen wird darauf hingewiesen, dass auch schon in der Antike die Vortäuschung von Autorschaft vielleicht weit verbreitet, jedoch keineswegs allgemein akzeptiert war. Zum anderen fragt man sich auch, welcher Nutzen denn in dieser Täuschung liegen soll. Wird sie aufgedeckt, liefert sie ja gerade den Gegnern ein wirksames Argument. Wie das Beispiel der von Kelsos vorgetragenen Kritik zeigt, wurden schon in antiker Zeit solche Täuschungen durchschaut.

#### Kanonisierung
Ein Kernbereich der Kontroversen um die Bibel ist die Auseinandersetzung um die Auffassung von Kritikern, die Zusammenstellung der biblischen Schriften zum Biblischen Kanon (Kanonisierung) sei Menschenwerk, und die Behauptung, dass die Auswahl auf Gott selbst zurückgehe, könne durch eine Untersuchung des über mehrere Jahrhunderte andauernden historischen Prozesses der Kanonisierung entkräftet werden. Darüber hinaus behaupten manche Kritiker, die Auswahl der Schriften sei in der Absicht erfolgt, bestimmte Lehren durch Ausschluss aus dem Kanon willkürlich zu diskreditieren.
Bei einigen Schriften gibt es zwischen den christlichen Konfessionen unterschiedliche Traditionen bezüglich ihrer Zugehörigkeit zum Kanon. Kritiker des auf die Bibel gestützten Glaubens sehen darin ein Indiz dafür, dass Menschen nach eigenem Ermessen entschieden hätten, was Gottes Wort sei.

#### Verschiedene Handschriften und Übersetzungen
Die Bücher der Bibel liegen in unterschiedlichen Fassungen vor, was zum Teil durch unterschiedliche Übersetzungen zustande kommt und teilweise dadurch, dass die Texte in Handschriften mit verschiedenen Varianten vorliegen. Einige moderne Bibelausgaben enthalten daher Editionshinweise mit Angaben darüber, worin sich die Quellentexte unterscheiden und es nicht sicher ist, wie ein Text zu verstehen ist (Beispiele sind Anmerkungen zur Freilassung von Sklaven, zur Inspiration von „Schrift“), sowie Angaben darüber, wo Fachleute der Überzeugung sind oder vermuten, dass sowohl Teile des Originaltextes verloren gegangen seien als auch bestimmte Teile später hinzugefügt worden seien (zum Beispiel am Ende des Markusevangeliums). Genauere Angaben sind in textkritischen Ausgaben der Bibel zu finden.
Zu der von einigen Christen behaupteten Irrtumslosigkeit der Bibel stellen Kritiker die Frage, welche der unterschiedlichen Fassungen als zuverlässiges und verbindliches Wort Gottes aufzufassen sei. Meist bezieht sich die Irrtumslosigkeit auf die nicht erhaltenen Originalmanuskripte (siehe Artikel X der Chicago-Erklärung).

#### Auslegung
Die Bezeichnung der Bibel als Wort Gottes – gelehrt in der katholischen wie in der evangelischen Kirche – schließt die Auffassung nicht aus, dass die Bibel der Auslegung bedürfe. Im Katechismus der Katholischen Kirche heißt es: „Die Aufgabe, das Wort Gottes verbindlich auszulegen, wurde einzig dem Lehramt der Kirche, dem Papst und den in Gemeinschaft mit ihm stehenden Bischöfen anvertraut.“
Martin Luther vertrat den Grundsatz Sola scriptura: Den Maßstab für alle Theorien und Praktiken des Christentums habe man in der Heiligen Schrift zu suchen. Die Schrift sei ihr eigener Interpret, lege sich also selbst aus (Scriptura sacra ipsius suis interpres). Das eigentliche, Mensch gewordene Wort Gottes sei allein Jesus Christus. Darum sei alles, „was Christum treibet“, in der Bibel ebenfalls Wort Gottes. Damit gewann er zugleich einen innerbiblischen Maßstab zur Kritik an Inhalten, die Jesus Christus nicht angemessen und von diesem überholt, verworfen oder entkräftet worden seien.

#### Erzählerische und weltanschauliche Perspektive
Die überwiegende Beschränkung der alttestamentlichen Erzählungen auf Einzelpersonen, das Volk Israel und dessen politische wie militärische Verwicklungen sowie auf die Region des heutigen Nahen Ostens passt nach Auffassung von Bibelkritikern nicht zum Anspruch auf universelle Gültigkeit und göttliche Inspiration der Bibel. Auch Jesus selbst, obwohl als Sohn Gottes bezeichnet, erscheint ihnen regional zu beschränkt: Er war keiner der damals dominanten Kultursprachen und möglicherweise nicht einmal des Schreibens mächtig. Es gibt kaum Anzeichen dafür, dass er mit der außerjüdischen Kultur, Denk- und Lebensweise vertraut war.
So werde auf der einen Seite Gott als Erschaffer, Herrscher und Richter der ganzen Welt angesehen, auf der anderen Seite habe er und sein Volk sich im Alten Testament ständig anderer Völker und ihrer Götter oder auch Götzen zu erwehren. Dies sei ein Gott, der zwar die Welt erschaffen habe, dessen Anhängerschaft sich aber auf ein bestimmtes Gebiet am Toten Meer zusammendränge, von feindlichen Völkern umzingelt und zeitweise beherrscht und sogar versklavt und deportiert. Aus der Perspektive des damaligen jüdischen Volkes sei dies einleuchtend und habe zum Zusammenhalt und Überleben des Volkes sicher wesentlich beigetragen, aber aus einer globalen Perspektive wirke dies unglaubwürdig.
Die erzählerische Perspektive lässt in vielen Fällen auch Rückschlüsse über die Verfasser oder auch die Bearbeiter der biblischen Texte zu. Ihre Berücksichtigung und Analyse gehört daher zu den Methoden der Textkritik. Auch Widersprüchlichkeiten und Irrtümer treten so zutage. So gibt es beispielsweise einige Stellen im Evangelium nach Markus, die darauf hinweisen, dass der Verfasser nicht mit der jüdischen Gesellschaftsordnung, sondern mit der römischen vertraut war und so einige Fehler machte, die einem jüdischen Autor nicht passiert wären. Im Vers Mk 10,12  sagt Jesus angeblich, eine Frau begehe Ehebruch, wenn sie ihren Mann verlässt und einen anderen heiratet. Das hätte ein Römer verstanden, denn dort hatte die Frau wie der Mann das Recht zur Scheidung, im jüdischen Recht war das aber dem Mann vorbehalten (5 Mos 24,1 ). Einige schließen daraus, dass Jesus den ihm zugeschriebenen Satz so nicht geäußert haben könne. Mit Sicht auf die Bergpredigt (schon gedanklicher Ehebruch ist in Gottes Augen Ehebruch) lässt sich die Aussage durchaus als die Jesu annehmen. Aus Sicht von Kritikern deuten auch andere Stellen im Evangelium darauf hin, dass der Verfasser die jüdischen Gepflogenheiten nicht gut kannte.

### Schöpfungslehre

#### Kosmologie
Die kosmologischen Vorstellungen in der Bibel unterscheiden sich von denen der heutigen Wissenschaft grundlegend. Dabei war und ist auch umstritten, inwieweit die Bibel das Weltbild der flachen Erde vertritt bzw. inwieweit das geozentrische und das heliozentrische Weltbild mit der Bibel verträglich sind. Die heute gängige theologische Lehrmeinung hat ihren Frieden mit der Ansicht geschlossen, die Erde stehe nicht im Zentrum des Universums.
Ebenso haben viele Autoren im Einflussbereich der römisch-katholischen Kirche sowie der evangelischen Kirche in Deutschland kein Problem damit, davon auszugehen, dass die Urknalltheorie die naturwissenschaftlichen Aspekte der Entstehung des Universums im Wesentlichen richtig beschreibt. Oft wird zugleich betont, dass die Bibel Wichtiges zu anderen Aspekten der Entstehung der Welt zu sagen habe; so gebe sie Antworten auf Fragen nach dem „Warum?“ und „Wozu?“.
Daneben gibt es weiterhin Uneinigkeit über die Theorien zur Entstehung des Universums. Teilweise werden die biblischen Schöpfungsberichte als im Widerspruch mit der Theorie des Urknalls und der Entstehung von Galaxien und Sternen befindlich angesehen. Teils wird daraus Kritik an der Bibel abgeleitet, teils Kritik an der kosmologischen Wissenschaft. 

#### Evolution
Die Evolutionslehre ist seit Charles Darwin in religiösen Kreisen auf Widerstand gestoßen. Die Kontroverse darüber dauert bis in die Gegenwart an und wird zum Beispiel in den Vereinigten Staaten auch auf dem Feld der Schulpolitik ausgetragen. Insbesondere ein Teil der Evangelikalen sieht in der allmählichen Entstehung der Arten einen Widerspruch zur biblischen Schöpfungslehre.
Zahlreiche Theologen seit Pierre Teilhard de Chardin versuchen, die Evolution als Gottes Methode der Schöpfung aufzufassen. Gott hätte demnach als „Creator Spiritus“ den Rahmen geschaffen, innerhalb dessen sich die Evolution vollzogen habe.

#### Geologie
Es gibt zahlreiche Versuche, aus der Bibel durch Auswertung der Genealogien und anderer Zeitangaben den Zeitpunkt der Schöpfung zu rekonstruieren. Wenngleich so keine eindeutige Datierung zu erreichen ist, ergibt sich auf diese Weise doch ein Zeitpunkt vor ungefähr 6000 Jahren. Die geologischen Erkenntnisse sprechen demgegenüber für ein Alter der Erde von über 4 Milliarden Jahren. Es gibt zahlreiche Versuche, diese Diskrepanz zu erklären bzw. aufzulösen.
So gibt es beispielsweise das Argument, Gott habe die Erde (und das Universum) so geschaffen, dass es so scheine, als sei sie Milliarden Jahre alt. Die Fossilien und Gesteinsschichten beispielsweise seien schon in dieser Form mitgeschaffen worden. Dagegen wird eingewandt, dass es nicht recht einsichtig sei, weshalb Gott den Menschen in dieser Hinsicht täuschen wollte bzw. welchen Grund außer der Täuschungsabsicht es dafür geben könnte.

### Gottesbild
Der Begriff der Sünde und die Konsequenzen für den Menschen sind durch die ganze Bibel hindurch zentrale Themen, die auch tiefe Auswirkungen auf die auf der Bibel basierenden Religionen und Bekenntnisse hatte.

#### Die christlich-biblische Position
Sünde wird sowohl als Tat als auch als Zustand und Schicksal verstanden. Die Bibel lehrt, dass der Mensch seiner Natur nach sündig ist als Folge seines Ungehorsams bzw. Misstrauens im Paradies (Sündenfall) und daher nicht mehr anders kann, als zu sündigen bzw. sich von Gott zu entfernen (Erbsünde). Er soll sich mit Gottes Hilfe von sündhaftem Denken und Handeln fernhalten (Dtn 11,26ff., Spr 10,19, Eph 6,12ff., Röm 12,21, 1. Thess 5,22 und viele andere), kann dieses Ziel zu seinen Lebzeiten allerdings nie ganz erreichen. Er wird zwangsläufig (Tat-)Sünden begehen, für die er nach seinem Tode, am Jüngsten Tag, zur Rechenschaft gezogen wird. Um Erlösung durch die Gnade Gottes zu erlangen, soll der Mensch die Predigt von Christus hören (Gal 3,1–6 ): Jesus Christus hat durch sein Opfer stellvertretend die Sünden der Menschheit am Kreuz gesühnt (Röm 5,18–21 ). Wer dies glaubt, gilt vor Gott als gerecht (Röm 3,21–30 ). Wer auf Jesus vertraut, wird gerettet (Röm 10,9–13 ). Jesus ruft zur Sinnesänderung auf (Mk 1,14f. ). Der Mensch solle sein Leben aus der Kraft des Heiligen Geist führen (Gal 5,24f. ). Der Geist, nicht die Kraft des Menschen (von Paulus ‚Fleisch‘ genannt), nicht die moralische Anstrengung, bringt das Gute hervor (Gal 5,22f. ). Gott ist es, der beides vollbringt: das rechte Wollen und das Vollbringen (Phil 2,13 ). Was der Christ nicht auf dieser Basis, also auf der Grundlage Christi tut, hat in der Ewigkeit keinen Bestand, indes werde die Seele des Glaubenden aber gerettet (1 Kor 3,10–15 ). Daher scheint es einem Christen sinnvoll, sein Leben auf Christus aufzubauen (das heißt, durch die Kraft des Heiligen Geistes ein möglichst sündenfreies und frommes Leben zu führen) und sich immer wieder neu auf ihn auszurichten bzw. seine Sünden bekennen und zum Guten umkehren. Denn selbst Paulus verlor ihn anscheinend aus den Augen (Röm 7,7–25 ), und Petrus verleugnete ihn sogar (Mk 14,66 ). Das Leben von Christen kann also durchaus von der Macht der Sünde bestimmt werden. Die Bibel vermittelt aber die Hoffnung, dass Gott dies einst endgültig beenden werde (1 Kor 15,25–28.54–58 ) und die Macht der Sünde dank Jesus bereits jetzt gebrochen sei (Lk 11,20 ) / (Mt 28,18 ). Dabei geht es um zwei Realitäten, die seit dem Werk Christi am Kreuz bestehen: einerseits die sündige Natur, die einem Christen immer noch anhängt (Röm 7,15 ), andererseits die noch nicht sichtbare aber vorhandene Realität, das ein Christ durch Jesu Tat am Kreuz von der Sünde erlöst sei (Eph 1,7 ).

#### Kritik am christlichen Sündenverständnis
- Die Unausweichlichkeit der Sünde platziere den Menschen in eine Situation, in der er unentrinnbar von der göttlichen Erlösung abhängig ist. So erzeuge die Bibel die Notlage selbst, für die sie sodann die Lösung anbiete. In den Augen der Kritiker existiere die Notlage aber nicht wirklich, sondern werde den Gläubigen über das biblische „Konzept“ der Sünde erst eingeredet. Dadurch, dass die religiösen Autoritäten mit Hilfe der Bibel sowohl festlegten, was Sünde sei, als auch die einzige Möglichkeit der Erlösung anböten, so argumentieren sie, würden sie die Gläubigen in einer emotionalen Abhängigkeit halten, die letztlich als ein Instrument der Kontrolle und Herrschaft eingesetzt werden könne. Ein prominentes Beispiel dafür sei etwa der Ablasshandel der katholischen Kirche.
- Die Vorstellung, man könne durch ein Opfer, gar ein Menschenopfer, einen Gott gnädig stimmen und so seine eigenen Interessen befördern, wird als archaisch abgelehnt (2 Kön 3,24–27 EU).
- Die Vorstellung, ein liebender Vater-Gott könne seinen eigenen Sohn der Folterung und Hinrichtung ausliefern, wird als absurd abgelehnt – auch wenn dieser danach vom Tode aufersteht. Es wird auch nicht akzeptiert, dass damit ein Erlösungseffekt verbunden sein soll, zumal ein allmächtiger Gott ja sicher auch unblutigere Mittel zur Erlösung hätte finden können.
- Gott hätte die Menschen von vornherein so schaffen können, dass sie der Sühne durch ein solches Opfer überhaupt nicht bedurft hätten.
- Es sei auch inkonsequent, den Menschen durch das Opfer des Gottes-Sohnes die Erlösung vorab pauschal zu gewähren und andererseits dennoch von ihnen das fromme und nicht-sündige Leben abzuverlangen, das im Prinzip das Alte Testament auch schon vor Christi Kreuzigung forderte. Der Vorteil, der sich aus dem Kreuzestod ergebe, nachdem die abschließende Bewertung ja ohnehin erst am Jüngsten Tag erfolge, sei nicht zu erkennen.
- Mit Hinweis auf das stellvertretende Leiden Christi werde dem Gläubigen angesichts seiner eigenen unausweichlichen Sündhaftigkeit ein Schuldkomplex vermittelt, der ihn nicht selten das ganze Leben hindurch begleite und seine psychische Entfaltung behindere.[22]
- Die Idee einer Erbsünde bzw. der prinzipiellen Sündhaftigkeit des Menschen sei grundsätzlich eine widersprüchliche Vorstellung. Denn einerseits impliziere sie Schuld, andererseits aber könne bei einer Vererbung (oder Weitergabe) bzw. einer prinzipiellen Sündenhaftigkeit des Menschen dieser für die vermeintliche Sündhaftigkeit nicht verantwortlich gemacht werden.

#### Die göttliche „Gerechtigkeit“ unter ethischer Betrachtung
Der Begriff Gerechtigkeit hat in der Bibel häufig eine andere Bedeutung als im heutigen Sprachgebrauch. So wird Gott in vielen Passagen als „gerecht“ gepriesen (zum Beispiel Dtn 32,4 , Neh 9,33 ), obwohl Gott viele Taten verlangt oder begeht, die von Bibelkritikern als ungerecht angesehen werden – aus der Sicht einer Ethik, wie sie die Verfassungen und die Gesetze von heutigen demokratischen Rechtsstaaten prägt, einer Ethik, zu der die Achtung der Menschenrechte gehört sowie der Grundsatz, dass Strafe nur dann legitim ist, wenn sie jemanden trifft, der persönlich ein Unrecht begangen hat. Bibelkritiker bemängeln, dass die in der Bibel definierte „Gerechtigkeit“ andere Ziele als Toleranz oder Langmut habe. Die strenge Bestrafung oder gar Vernichtung Andersgläubiger durch Gott im Alten Testament oder im Jüngsten Gericht werde als „gerecht“ empfunden (zum Beispiel Ps 129,4 ). Hierbei wird argumentiert, dass die göttliche Gerechtigkeit für den Menschen unverständlich sei, deswegen aber nicht falsch.
Ein von Gott verhängtes Unglück oder eine Strafe wird in der Bibel als gerechte Strafe, vor allem für Gottlosigkeit, dargestellt (so genannter Tun-Ergehen-Zusammenhang, siehe zum Beispiel Dan 9 ). Der erste Mord führt zum Fluch der Heimatlosigkeit (Gen 4,11–12 ). Auch trifft die göttliche „Strafe“ ganze Völker (Ägypten beispielsweise für den Ungehorsam des Pharao (Ex 7 ), wobei der Ungehorsam göttlich manipuliert herbeigeführt wurde) und beim Bericht von der Sintflut (Gen 7 ) nahezu die ganze Menschheit. Für die Gerechtigkeit dieser Strafen spricht jedoch, dass die heidnischen Völker Götzendienst (meist samt Menschenopfern) begangen haben und jeder Mensch durch seine persönlichen Sünden sich von Gott und damit dem Leben entfernt. Gott steht es aus christlicher Sicht jederzeit zu, seine Strafe selbst oder durch Dritte zu vollziehen.
In 2 Chr 12  oder Jona 3  wird erzählt, wie demütige Umkehr bewirkt habe, dass Gottes Zorn besänftigt worden sei und die göttliche Strafe abgemildert worden sei. Strafmildernde Reue ist auch heutigen Rechtssystemen nicht fremd.
Auch das Gerechtigkeitsverständnis in der biblischen Kreuzestheologie – „Den hat Gott für den Glauben hingestellt als Sühne in seinem Blut zum Erweis seiner Gerechtigkeit“, schrieb Paulus (Röm 3,25 ) – steht in der Kritik: „Sollte durch die Strafe der Gerechtigkeit Genüge getan werden? Die Bestrafung eines Unschuldigen ist für mich nur neues Unrecht.“

#### Die polare Emotionalität des Gottesbildes
Die Darstellung Gottes in der Bibel bedient sich über weite Strecken starker Gegensatzpaare. So werden ihm an Emotionen in erster Linie Zorn und Gottesliebe zugeschrieben. Aus Sicht des Neuen Testamentes (NT) scheint im Alten Testament (AT) der Schwerpunkt beim strengen, strafenden und zornigen Gott zu liegen, im Neuen Testament dagegen in der Liebe Gottes (Neuer Bund). Diese Diskrepanz in der Darstellung Gottes zwischen AT und NT erschien Marcion so groß, dass er davon ausging, es könne sich nicht um den gleichen Gott handeln, und folglich das gesamte AT als heilige Schrift verwarf. Berichte über positive Emotionen Gottes seien nach Ansicht der Bibelkritiker selten.
Liebe und Zorn sind nicht die einzigen auffälligen Gegensätze. Fluch und Segen werden gegeneinander gestellt sowie Verdammnis gegen Errettung. Wer nicht glaubt, ist dem Zustand der Sünde schutzlos ausgesetzt, der ewigen Verdammnis entgeht er nur durch Taufe und Glaube, was als Gnade Gottes gewertet wird (Mk 16,16 ). Am Tag des Gerichts werden die Gesegneten von den Verfluchten geschieden, die Ersteren gehen in das endgültige Reich Gottes ein, während die Letzteren ins ewige Feuer geworfen werden (Mt 25,31–46 ). Dieses Richtertum, ausgehend vom Wort Jesu, wie es in den apokalyptischen Schriften der Bibel überliefert ist, wird von Bibelkritikern als gewalttätig und selektiv verurteilt. Auch die Bergpredigt enthalte selektive Motive, wenn sie den Eingang ins Himmelreich gegen den Eingang in die Hölle stellt (Mt 5,17–48 ). Franz Buggle nimmt dies als Zeichen für Jesu „Doppelcharakter“, der die liebenden und gewaltlosen Aspekte einerseits mit einem extremen Rigorismus am Jüngsten Tage verbinde.
Kritiker stören sich sowohl an der starken Betonung des Gegensatzes, den sie für übertrieben und konstruiert halten, als auch an der archaischen Motivation. Diese Betonung diene dem Zweck, den Menschen die Notwendigkeit einer eindeutigen Entscheidung zugunsten des Glaubens an den christlichen Gott nahezulegen und sich gegenüber den Heiden abzugrenzen. Auch die psychologischen Konsequenzen einer solch strikten Trennung von Gegensätzen, die jeder Mensch in sich trage und miteinander in Einklang bringen müsse, werden kritisiert.

### Ethische Vorstellungen
Bibelkritiker sehen Widersprüche zwischen den ethischen Vorstellungen in der Bibel und denen aus der modernen Zeit, wie sie beispielsweise in den Menschenrechten zum Ausdruck kommen. Der Psychologe und Religionskritiker Franz Buggle schreibt, „das sehr gehäufte Vorkommen göttlich angeordneter Verbrechen und Grausamkeiten“ würde „die Bibel […] als Quelle heute akzeptierbarer Ethik und Religiosität disqualifizieren.“ Buggle kritisiert „von Gott angeordnete Genozide“ und die „Aufforderung des biblischen Gottes zu einer exzessiven Anwendung der Todesstrafe“. „Wenn Jahwe über die Amalekiter den Bann verhängt und gebietet, keinen zu verschonen, sondern das ganze Volk auszurotten, dann bezeichnen wir dies heute als ‚Völkermord‘, und da gibt es keinerlei theologische Rettung durch Um- oder Neuinterpretation, sondern unsererseits nur den theologischen Bann“, schrieb der evangelische Theologe Heinz Zahrnt. „Wenn auf Geheiß und im Namen Gottes Gräueltaten begangen werden […] – dann kann man heute nur noch darüber predigen, indem man dagegen predigt.“
Bibelkritiker gründen ihre Ethik oft ohne Rückgriff auf die Bibel auf humanistischen Idealen und kritisieren dann, ausgehend von dieser Position, die ethischen Maßstäbe der Bibel. Dem liegt die Überzeugung zugrunde, dass die Ethik keines religiösen Fundaments bedürfe und sich ethische Maßstäbe sowohl aus der Vernunft als auch dem Sozialgefüge herleiten ließen. Auf der Grundlage dieser Maßstäbe wird biblische Ethik kritisierbar. Wer dagegen die Bibel als Grundlage der Ethik betrachtet, hat keinen unabhängigen Maßstab, anhand dessen dies kritisiert werden könnte – die Bibel ist selbst der Maßstab. Hier kann man dann allenfalls die innere Konsistenz der biblischen Ethik untersuchen.
So ergeben sich zwei verschiedene Arten der Kritik an der Ethik:
- Kritik an der mangelnden inneren Konsistenz der biblischen Ethik. Hier stellt sich besonders die Frage, inwieweit die ethischen Aussagen des Neuen Testaments zu denen des Alten Testaments im Widerspruch stehen („Liebet eure Feinde“ (Lk 6,27–28 EU) im Neuen Testament, „du sollst an ihnen [Anm.: den Feinden] unbedingt den Bann vollstrecken“ (Dtn 20,16–17 EU) im Alten Testament).
- Kritik an der mangelnden Konsistenz der biblischen Ethik mit anderen Ansätzen, besonders mit denjenigen, die auf den Humanismus und die Aufklärung zurückgehen (zum Beispiel Menschenrechte).

Bei der Kritik der biblischen Ethik ist zu beachten, dass die damaligen Zustände nicht ohne weiteres mit heutigen Maßstäben gemessen werden können. Aus Sicht der damaligen Zeit, in der beispielsweise Blutrache und siebenfache Vergeltung üblich waren, ist die biblische Begrenzung auf die einfache Rache (Auge um Auge) bereits ein erheblicher Fortschritt.

### Religiöse Intoleranz im Alten Testament
Im ersten der Zehn Gebote (Ex 20,5 ) wird Gott von Bibelkritikern als eifersüchtiger und rachsüchtiger Gott verstanden. Im ganzen Alten Testament gibt es zahlreiche Beispiele, in denen Gott die Bestrafung oder Ausrottung von Andersgläubigen und deren Kult fordert, veranlasst oder gutheißt (Ex 34,11–16 , Dtn 9 ).
Mit dem Neuen Bund, so argumentiert eine christliche Auslegung, sei derartige Gewalt hinfällig geworden. 

### Gewaltdarstellungen
Siehe Gewalt in der Bibel

### Anthropologie

#### Verhältnis der Geschlechter, Sexualität

##### Patriarchat, Vorrang des Mannes vor der Frau im Alten Testament
Viele Bibelkritiker werfen dem Alten Testament eine durchgehend patriarchalische Grundeinstellung und Ordnung vor. Dies wird an zahlreichen Beispielen der Ungleichbehandlung festgemacht:
- Das Priesteramt ist ausschließlich Männern vorbehalten.
- Gott trägt überwiegend männliche Züge.[29]
- Stammbäume werden über die männliche Linie angegeben, die Frauen spielen dabei eine geringe Rolle (zum Beispiel 1 Chr 1–9 EU).
  - Bei der Angabe der Nachkommenschaft fehlen Informationen zu den Müttern (zum Beispiel Gen 5,6 EU oder Gen 4,17 EU).
  - Die Töchter werden üblicherweise übergangen (zum Beispiel 2 Sam 3,2ff EU).
- Ein Mann kann mehrere Frauen und Nebenfrauen haben, aber nicht umgekehrt (5 Mos 21,15f EU, 5 Mos 25,5ff EU). Bei manchen Königen spricht die Bibel von einer großen Zahl von Frauen und Nebenfrauen, zum Beispiel bei Salomo (1 Kön 11,3 EU). Auch sein Vater David hatte viele Nebenfrauen (1 Chr 14,3 EU, 2 Sam 20,3 EU, 2 Sam 5,13 EU)
- Töchter werden als Eigentum der Väter, Ehefrauen als Eigentum der Ehemänner betrachtet (1 Mos 29,16ff EU).
- Eine Frau ist nach der Geburt einer Tochter doppelt so lange unrein wie nach der Geburt eines Sohnes (3 Mos 12 EU).
- Fasst eine Frau im Streit einem Mann an die Geschlechtsteile, soll ihr die Hand abgehackt werden (5 Mos 25,11f EU). Ein entsprechendes umgekehrtes Gebot fehlt.
- Frauen werden als schwächer und unzuverlässiger dargestellt, Verräter sind oft weiblich (Jos 2 EU, Ri 16 EU).
- Die Formung der Frau aus der Rippe des Mannes in der Paradieserzählung (1 Mos 2,18ff EU) wird als Umkehrung der biologischen Verhältnisse aufgefasst.[30] Die Frau werde bereits deshalb als dem Mann untergeordnet betrachtet.

Andererseits stehen Frauen mehrfach als positive Heldinnen im Mittelpunkt des Geschehens, so zum Beispiel Deborah, Rut und Ester.
Die streng patriarchalische Haltung wird oft mit der allgemeinen Ordnung in der Antike erklärt. In der Tat kamen solche Vorstellungen zu jener Zeit auch in anderen Gesellschaften als der jüdischen vor. Es gab jedoch auch damals bereits verschiedene Gesellschaften, in denen Frauen ein wesentlich größeres Ausmaß an persönlicher Freiheit und Gleichberechtigung genossen.
Dieser Kritik werden zwei Aspekte entgegen gehalten:
- Manche deuten die genannten Punkte als Symbol der Zusammengehörigkeit und lehnen daher eine Begründung des Patriarchates nach Gen 2 EU ab. Dennoch kann man nicht einfach über die Asymmetrie hinwegsehen. Sie hat darum besonders die Psychologen beschäftigt. So findet man beispielsweise die These, es gebe eine Art „Weiblichkeitsneid“ des Mannes, in Analogie (und in gewissem Ausmaß auch im Gegensatz) zum freudschen Begriff des „Penisneid“ bei der Frau.[33] Der Mann würde demnach mit dieser Konstruktion auf eine empfundene Bedrohung reagieren.[34][35]
- Von philologischer Seite wird auf die Wortwahl verwiesen. Die Kapitel in Gen 2,4 EU bis 23a benutzen konsequent die Bezeichnung adam, um den Menschen zu bezeichnen. Erst in Ex 2,23b OT wird zwischen isch („Mann“) und ischah („Frau“; bei Luther: „Männin“, um das die Zusammengehörigkeit ausdrückende Wortspiel genauer wiederzugeben) unterschieden. Die Grundlage des Menschen sei daher weder weiblich noch männlich, sondern er sei einfach „Mensch“.

Auch die Geschichte vom Sündenfall (1 Mos 3 ) findet in diesem Zusammenhang das Interesse der Psychologen. Psychoanalytiker finden eine Verwandtschaft zum Ödipuskonflikt: Der Sohn will und soll einerseits wie der Vater sein, andererseits hindern ihn Verbote des Vaters daran (Sigmund Freud). Nimmt man Gott als den Vater und Adam als den Sohn, so ergibt sich in der biblischen Geschichte ein ähnliches Verhältnis. Das göttliche Verbot soll ausdrücklich verhindern, dass der Sohn dem Vater gleich wird (1 Mos 3,22 ).

##### Frauenbild und Sexualität im Neuen Testament
Jesus zeigte Frauen gegenüber mehr Milde und Offenheit (Joh 8,3ff , 4,7–29 ) als sein Umfeld. Zudem beschnitt er die Rechte der Männer (zum Beispiel Mt 5,27f , 5,31f , 19,3ff ). Jesus hatte zahlreiche Frauen unter seinen Anhängern (Lk 8,1–3 ).
Paulus betont dann wieder eine traditionellere Sichtweise (11,7–12 , 14,33ff , Eph 5,24 ). Es wird hier deutlich, dass Paulus die Schöpfungsgeschichte bewusst patriarchalisch auslegt. Auch Petrus vertritt eine Haltung, die mehr an der jüdischen Tradition orientiert ist (1 Petr 3,1–7 ). Der Gegensatz der Haltungen zwischen Jesus und Paulus wird von Kritikern immer wieder herausgestellt, und die Haltung der Kirchenväter und der christlichen Kirche wird in der Tradition von Paulus gesehen. Paulus wird dabei vorgeworfen, zum Teil sogar noch die Strenge der jüdischen Traditionen zu übertreffen. Andererseits heißt es in Gal 3,28 , dass (im Glauben bzw. in Christus) kein Unterschied ist zwischen Mann und Frau.
Unter den Frauen im Neuen Testament hat Maria, die Mutter Jesu, die größte Bedeutung. In großen Teilen des Christentums findet man einen ausgeprägten Marienkult, der sich in den letzten beiden Jahrhunderten deutlich verstärkt hat. Kritiker stellen dabei heraus, dass die Madonna als geschlechtsloses Wesen gezeigt werde, was wiederum an das patriarchalische Prinzip anknüpfe. Andere sehen dagegen die Madonna als eine Verkörperung des Mutterprinzips (zum Beispiel Mutterarchetyp nach Carl Gustav Jung).

##### Gesellschaftliche und psychologische Folgen
Die patriarchalische Einstellung der Bibel, so das bibelkritische Argument, hat sich stark auf die Verhältnisse in den christlichen Gesellschaften ausgewirkt, und diese Wirkung dauert noch an. Mit Hinweis auf die Bibel werden bis heute patriarchalische Verhältnisse in Familie, Klerus und Gesellschaft gerechtfertigt.
Siehe hierzu auch Feministische Theologie, Pelagianismus, Zölibat, Erbsünde.

## Akzeptanz der Bibelkritik
Die historisch-kritische Methode ist heute an den Universitäten Standard der theologischen Forschung. Die wissenschaftliche Herangehensweise erfolgt so, als sei Gott nicht existent (etsi Deus non daretur – eine auf Hugo Grotius zurückgehende Formel). Demnach ist der disziplinierte, fachlich geschulte und kritische menschliche Verstand die letzte Instanz in der Frage nach der geschichtlichen Wahrheit. In vielen Konfessionen bleibt die Klärung von Interpretationsfragen jedoch den religiösen Autoritäten vorbehalten. So untersteht in der römisch-katholischen Kirche „alles das nämlich, was die Art der Schrifterklärung betrifft, …letztlich dem Urteil der Kirche, die den göttlichen Auftrag und Dienst verrichtet, das Wort Gottes zu bewahren und auszulegen“. Andere Bekenntnisse (zum Beispiel die Evangelischen Kirchen) überlassen die Auslegung der Bibel dem Einzelnen, der sich dazu gegebenenfalls auch des Gebets und der Meditation bedient oder auch weiterführende Literatur und religiöse Autoritäten konsultiert (Martin Luther: „sola scriptura“).
Einige Anhänger der sich auf die Bibel als Heilige Schrift beziehenden Religionen und Bekenntnisse halten Kritik an der Bibel grundsätzlich für unzulässig oder gar für eine Form von Blasphemie. Manche evangelikale Christen sind dieser Ansicht. Die Fundamentalistische Hermeneutik und der Biblizismus werden von manchen für einen kritiklosen, sich der eigenen Voraussetzungen nicht bewussten Umgang mit der Bibel gehalten.
Liberale, aufgeklärte und pluralistische Gesellschaften lassen im Rahmen der allgemeinen Meinungsfreiheit auch öffentliche Kritik an der Bibel zu. In früheren Epochen war Bibelkritik oftmals mit scharfen Sanktionen bedroht, die dazu führten, dass kritische Texte anonym herausgegeben und konspirativ verteilt wurden oder erst nach dem Tod des Verfassers veröffentlicht werden konnten. Daher sind auch Texte verloren gegangen, deren Inhalt heute nur noch indirekt erschlossen werden kann, so zum Beispiel das bibelkritische Werk des Kelsos, das heute nur noch über die Erwiderung des Origenes erhalten ist.
Gesetzlich eingeschränkt ist die Religions- bzw. Bibelkritik in säkularen Gesellschaften kaum. In Deutschland beispielsweise ist sie nur dann strafbar, wenn sie einerseits eine „Beschimpfung“ darstellt, also eine nach Form und Inhalt besonders verletzende Äußerungen der Missachtung (BGH St 7, 110) sowie andererseits auch zusätzlich geeignet ist, „den öffentlichen Frieden zu stören“ (§ 166). Auch satirische oder polemische Bibelkritik ist vom Grundrecht auf Meinungsfreiheit geschützt, soweit dabei nicht die Grenzen des § 166 überschritten werden.

### Kontroversen zwischen Bibelkritikern und Anhängern der Irrtumslosigkeit
Die Argumente von Bibelkritikern wie Robert G. Ingersoll sind implizit oder explizit auch als Argument gegen die göttliche Inspiration oder die Irrtumslosigkeit der Bibel zu verstehen. Sie gehen davon aus, dass sie reines Menschenwerk sei. In Widersprüchen und Ungereimtheiten sehen sie eine Bestätigung dieser Sichtweise.
Die Reaktionen von Christen sind sehr unterschiedlich, je nach ihrem Bibelverständnis:

#### Fundamentalistisches Bibelverständnis: Verbalinspiration und Irrtumslosigkeit
Von der Annahme ausgehend, die gesamte Bibel sei von Gott inspiriert (Verbalinspiration), begreift bis heute ein großer Teil der evangelikalen Bewegung die Bibel als Geschichtsbuch und betont, dass „die Bibel absolut irrtumslos und unfehlbar“ sei. Die Chicago Erklärung zur Irrtumslosigkeit der Heiligen Schrift von 1978 betont, „dass die Schrift in ihrer Gesamtheit irrtumslos und damit frei von Fehlern, Fälschungen oder Täuschungen ist;“ dies umfasse auch naturwissenschaftliche Aussagen (Biblischer Fundamentalismus). Auch Gemeinschaften wie die Zeugen Jehovas oder die Christadelphians betonen die göttliche Inspiriertheit wie auch die Irrtums- und Widerspruchslosigkeit der Bibel.
Aus dieser Sicht wird jede Kritik, die der Bibel Fehler, Irrtümer oder Widersprüche bescheinigt, für fehlerhaft gehalten und als grundsätzliche Kritik an der Bibel und damit an der Grundlage des christlichen Glaubens wahrgenommen. Die Existenz von echten Widersprüchen im Bibeltext wird abgestritten. Augenscheinliche Widersprüche werden als Resultate von Interpretationsfehlern erklärt; sie könnten durch korrekte Interpretation ausgeräumt werden. Wenn Erkenntnisse aus den Wissenschaften der Bibel entgegenstehen, so werden diese abgelehnt. Teilweise führt dies zu einer generellen Ablehnung der historisch-kritischen Methode in der Theologie.

#### Alternativen zum fundamentalistischen Bibelverständnis

##### Symbolische Interpretation
Ein anderer Ansatz zur Verteidigung der Auffassung, die Bibel sei fehlerfrei, besteht in der Erklärung, bestimmte Texte der Bibel seien von vornherein nicht wörtlich gemeint gewesen. Kritische Hinweise auf Fehler im wörtlich verstandenen Inhalt des Bibeltextes gingen deshalb an der Sache vorbei: So könne man Kritik an einer fundamentalistischen Interpretation der Bibel begründen, nicht jedoch Kritik an der Bibel selbst.
Für Vertreter dieser Auffassung entfällt die Notwendigkeit, Irrtümer und Widersprüche im wörtlich verstandenen Inhalt bestimmter Bibeltexte abzustreiten und entgegenstehende Ergebnisse aus den Wissenschaften abzulehnen.
Auf welche Bibeltexte im Einzelnen die Aussage zutrifft, sie seien von vornherein nicht wörtlich gemeint gewesen, ist eine Frage der Interpretation. Darüber herrscht keine Einigkeit.

##### Göttliche Inspiration und menschliche Fehlbarkeit
Andere Christen vertreten die Auffassung, die Bibel sei zwar göttlich inspiriert, aber von Menschen verfasst. So könne das Zustandekommen von Irrtümern und Widersprüchen im Bibeltext mit dem Anteil fehlbarer Menschen an der Entstehung der Bibel erklärt werden, ohne die Überzeugung in Frage zu stellen, dass wichtige Aussagen der Bibel vom Geist Gottes geprägt seien. Aufgeschlossenheit gegenüber wissenschaftlichen Erkenntnissen wird so auch in Fällen möglich, in denen diese Erkenntnisse im Widerspruch zu solchen Bibelstellen stehen, bei denen die Interpretation, sie seien „nicht wörtlich gemeint“, auf allgemeine Skepsis stoßen würde.
Welche Bibeltexte im Einzelnen auf göttliche Inspiration zurückzuführen sind, das ist eine Frage der Interpretation.
Zum Beispiel:
- Weit verbreitet ist die Auffassung, dass die Schöpfungsgeschichten sowie die Geschichten von der Sintflut und vom Turmbau zu Babel keine Tatsachenberichte seien, sondern Glaubensaussagen, eingekleidet in naturkundliche und mythologische Vorstellungen ihrer Entstehungszeit.
- Diese Auffassung lässt sich auch auf weitere Teile der Bibel ausdehnen, zum Beispiel auf die Geschichten von den Erzvätern Abraham, Isaak und Jakob. Teilweise wird für die Tatsachenberichte in der Bibel darauf hingewiesen, dass sich im Laufe der bis zu dreitausendjährigen Überlieferung Ungenauigkeiten und Fehler eingeschlichen haben könnten.
- Teilweise wird die Auffassung, bestimmte Bibelstellen seien zeitbedingt und Menschenwerk, nicht nur für naturkundliche und historische Aussagen vertreten, sondern auch für ethische Vorstellungen und für Aufforderungen zu bestimmten Verhaltensweisen. So schrieb der evangelische Theologe Heinz Zahrnt: „Wenn der Apostel Paulus über die Frauen sagt, dass sie zu Hause ihren Männern gehorchen und in der Gemeinde schweigen sollten, dann spricht daraus eher der Zeitgeist als der Heilige Geist und mehr der Junggeselle als der Apostel.“[27]
- Die katholische Kirche lehrt: Es „ist von den Büchern der Schrift zu bekennen, dass sie sicher, getreu und ohne Irrtum die Wahrheit lehren, die Gott um unseres Heiles willen in heiligen Schriften aufgezeichnet haben wollte“ (Katechismus der Katholischen Kirche, Nr. 107[52]). Dies kann so interpretiert werden, dass Irrtumslosigkeit nur für Glaubensaussagen in Anspruch genommen werde, aber nicht unbedingt für naturwissenschaftliche und historische Tatsachenbehauptungen.
- Einige Theologen, unter ihnen Rudolf Bultmann, befürworten eine weitgehende Entmythologisierung der Bibel. Sie erklären bestimmte Geschichten als Mythen, die nicht zur Überlieferung von Tatsachen bestimmt seien, sondern zur Verkündigung von Glaubensinhalten.

Die Art und Weise, in der nichtfundamentalistische Christen ihre Unterscheidungen vornehmen – sei es in der Frage, welche Texte wörtlich zu verstehen sind und welche nicht, sei es in der Frage, welche Texte als Werk fehlbarer Menschen aufzufassen sind und welche die Verbindlichkeit von göttlich inspirierten Texten in Anspruch nehmen können – wird teilweise sehr kritisch kommentiert. So schreibt Hans Albert: „Bultmann kommt […] zu völlig willkürlichen Entscheidungen darüber, was zu eliminieren ist und was nicht. Die Engel und die Wunder will er eliminieren, die Gottesvorstellung und das Heilsgeschehen scheint er lieber ‚interpretieren‘ zu wollen.“ Albert nennt die Entmythologisierung „ein hermeneutisches Immunisierungsverfahren für den Teil des christlichen Glaubens, den moderne Theologen […] unter allen Umständen retten möchten.“ Er spricht von „Abbruch der Kritik am entscheidenden Punkt“ und meint, „dass ein konsequentes Wahrheitsstreben mit dieser Strategie auf jeden Fall unvereinbar ist.“
Dietrich Bonhoeffers Kritik an Bultmann kommt in seinem Brief an Eberhard Bethge vom 5. Mai 1944 zu einer ganz anderen Auffassung: „Du erinnerst Dich wohl des Bultmannschen Aufsatzes über die ,Entmythologisierung‘ des Neuen Testamentes? Meine Meinung dazu würde heute die sein, daß er nicht ,zu weit‘, wie die meisten meinten, sondern zu wenig weit gegangen ist. Nicht nur mythologische Begriffe wie Wunder, Himmelfahrt etc., sondern die ,religiösen Begriffe‘ schlechthin sind problematisch. Man kann nicht Gott und Wunder voneinander trennen (wie Bultmann meint), aber man muß beide ,nicht-religiös‘ interpretieren und verkündigen können. Bultmanns Ansatz ist eben im Grunde doch liberal.“

### Bibelkritische Literatur
- Franz Buggle: Denn sie wissen nicht, was sie glauben. Alibri, Aschaffenburg 2004, ISBN 3-932710-77-0.
- Israel Finkelstein, Neil Asher Silberman: Keine Posaunen vor Jericho. Die archäologische Wahrheit über die Bibel. Beck, München 2002, ISBN 3-406-49321-1.
- Karlheinz Deschner: Kriminalgeschichte des Christentums, Bd. 1, Die Frühzeit. Von den Ursprüngen im Alten Testament bis zum Tod des hl. Augustinus (430), Reinbek 1986: Rowohlt, ISBN 3-499-19969-6.
- Norbert Rohde: Abschied von der Bibel. Books on Demand, Norderstedt 2004, ISBN 3-8334-1577-0.
- Johannes Maria Lehner: Das Kreuz mit der Bibel: Das Buch der Bücher im Licht von Wissenschaft, Vernunft und Moral. Books on Demand GmbH, ISBN 978-3-8370-1470-9.
- Hartmut Krauss (Hrsg.): Das Testament des Abbé Meslier. Hintergrund Verlag, Osnabrück 2005, ISBN 3-00-015292-X.
- W. Stewart Ross: Jehova’s gesammelte Werke. Eine kritische Untersuchung des jüdisch-christlichen Religionsgebäudes auf Grund der Bibelforschung. 2. revidierte Auflage. Verlag von Wolfgang Schaumburg, Zürich.
- Voltaire: La Bible enfin expliquée. (um 1776)
- William Henry Burr: Self-Contradictions of the Bible. Prometheus Books, Amherst, ISBN 1-57392-233-1.
- C. Dennis McKinsey: The Encyclopedia of Biblical Errancy. Prometheus Books, Amherst 1995, ISBN 0-87975-926-7.
- Walter-Jörg Langbein: Lexikon der biblischen Irrtümer. Von A wie Auferstehung Christi bis Z wie Zeugen Jehovas. Langen/Müller, München 2003, ISBN 3-7844-2922-X.
- Walter-Jörg Langbein: Lexikon der Irrtümer des Neuen Testaments. Langen/Müller, München 2004, ISBN 3-7844-2975-0.
- Uwe Lehnert: Warum ich kein Christ sein will – Mein Weg vom christlichen Glauben zu einer naturalistisch-humanistischen Weltanschauung. 7., vollständig überarbeitete Auflage. Tectum Sachbuch, Baden-Baden, 2018, ISBN 978-3-8288-4247-2.

### Verteidigungsschriften
- Craig Blomberg: Die historische Zuverlässigkeit der Evangelien; 1998; ISBN 3-933372-16-X.
- Josh McDowell: Die Bibel im Test. Tatsachen für die Wahrheit der Bibel; CLV: Bielefeld 20029; ISBN 3-89397-490-3 (online, PDF)
- Josh McDowell: Die Fakten des Glaubens. Die Bibel im Test. Fundierte Antworten auf herausfordernde Fragen an das Wort Gottes; Hänssler, Neuhausen-Stuttgart 2002; ISBN 3-7751-1869-1.
- Werner Gitt: So steht’s geschrieben. Zur Wahrhaftigkeit der Bibel; 4. Auflage; ISBN 3-7751-1703-2.
- Stephan Holthaus, Karl-Heinz Vanheiden (Hrsg.): Die Unfehlbarkeit und Irrtumslosigkeit der Bibel; ISBN 3-933372-38-0.
- Eta Linnemann: Gibt es ein synoptisches Problem? VTR, Nürnberg 1999; ISBN 3-933372-15-1.
- Eta Linnemann: Bibelkritik auf dem Prüfstand; VTR Verlag für Theologie und Religionswissenschaft, Nürnberg 20012; ISBN 3-933372-19-4.
- Eta Linnemann: Original oder Fälschung. Historisch-kritische Theologie im Licht der Bibel; Bielefeld: CLV-Verlag, [1994]; ISBN 3-89397-754-6 (PDF-Download)
- Vittorio Messori: Gelitten unter Pontius Pilatus? Eine Untersuchung über das Leiden und Sterben Jesu; Adamas-Verlag, 1997; ISBN 3-925746-72-2.
- Ralph O. Muncaster: Prüfe die Beweise: Wissenschaft – war die Bibel ihrer Zeit voraus? Hamburg 2003; ISBN 3-931188-55-8 (Buch eines ehemaligen Bibelkritikers).
- Alfons Sarrach: Jahrhundert-Skandal. Von der unhaltbaren Kritik an den Evangelien; Miriam, Jestetten 2003; ISBN 3-87449-323-7.
- Martin Seils: Zu den grundlegenden Fragen des Bibelverständnisses (die die Synode in Frankfurt (Main) und Magdeburg 1965 formuliert hat). In: Schrift, Theologie, Verkündigung. Erarbeitet und mit Genehmigung des Rates der Evangelischen Kirche in Deutschland hg. von dem theologisch-wissenschaftlichen Arbeitskreis „Schrift und Verkündigung“. Verlagshaus Gerd Mohn, Gütersloh 1971, S. 50–56
- Dale Rhoton: Die Logik des Glaubens: Argumente, Denkanstöße; Hänssler, Neuhausen-Stuttgart 19939; ISBN 3-7751-1174-3 (mit Abschnitten zur Kritik an den Wundern Jesu, seiner Auferstehung, der Genauigkeit der Bibel usw.).
- Uwe Zerbst, Peter van der Veen (Hrsg.): Keine Posaunen vor Jericho? Beiträge zur Archäologie der Landnahme; Hänssler-Verlag, Holzgerlingen, 2005; ISBN 3-7751-4419-6 (Inhaltsverzeichnis und Leseprobe; PDF; 73 kB).

### Bibelkritische Links
- Wie heilig ist die Heilige Schrift? von Franz Buggle (Memento vom 9. Oktober 2007 im Internet Archive) (PDF-Datei; 176 kB)
- Prof. Dr. Gerhard Streminger: Vortrag zur Jesuanischen Ethik
- Kreudensteins Atheistenseite / Bibelkritik
- Kritische Auflistung von Bibelzitaten (Widersprüche in der Bibel, Fehler in der Bibel etc.)
- Und die Bibel hat doch NICHT recht
- Bibelkritik in Athpedia, der säkularen Enzyklopädie
- Liste von Widersprüchen in der Bibel

Englischsprachig:
- Skeptics Annotated Bible
- Internal consistency of the Bible

### Reaktionen auf Bibelkritik
- Begriffslexikon: BIBEL-KRITIK – Was kann man unter dem Begriff alles verstehen?.
- Gottfried Schröter: Und die intellektuelle Redlichkeit? Kommentar zu einem Spiegel-Interview mit Andreas Lindemann.
- Michael Kotsch: Wie Chrischona, Liebenzell und Tabor mit Bibeltreue umgehen.
- Armin Baum: Glaube, Geschichte und die neutestamentliche Wissenschaft.
- Inhaltliche Auseinandersetzung mit den Theorien der Bibelkritiker.
- Bibelcenter.de – Lösungen zu (scheinbaren) Widersprüchen in der Bibel.
- Aufsatz von S. Isenberg: Widersprüche in der Bibel?.
- Sogenannte Widersprüche in der Bibel (zusammengestellt und kommentiert von Karl-Heinz Vanheiden).
- Gisa Bauer: Das evangelikale Schriftverständnis – Aspekte und Beobachtungen, Website konfessionskundliches-institut.de (27. Februar 2015, aktualisiert am 6. April 2020).